# Skodje
Skodje – norweskie miasto i gmina leżąca w regionie Møre og Romsdal.
Skodje jest 372. norweską gminą pod względem powierzchni.

## Demografia
Według danych z roku 2005 gminę zamieszkuje 3597 osób. Gęstość zaludnienia wynosi 29,95 os./km². Pod względem zaludnienia Skodje zajmuje 243. miejsce wśród norweskich gmin.
| ludność stan na 1 stycznia 2005 |         |           |       |
|                                 | kobiety | mężczyźni | razem |
| osób                            | 1802    | 1795      | 3597  |
| %                               | 50,1%   | 49,9%     | 100%  |

| wykształcenie stan na 1 października 2004 |        |         |        |        |
|                                           | podst. | średnie | wyższe | niezn. |
| osób                                      | 522    | 1674    | 487    | 74     |
| %                                         | 18,93% | 60,72%  | 17,66% | 2,68%  |

## Edukacja
Według danych z 1 października 2004:
- liczba szkół podstawowych (norw. grunnskolar): 5
- liczba uczniów szkół podst.: 565

## Władze gminy
Według danych na rok 2011 administratorem gminy (norw. rådmann) jest Kjell Bjørdal, natomiast burmistrzem (norw. ordfører, d. borgermester) jest Modolf Hareide.